# Stromboli (vulcano)
Lo Stromboli (Struògnuli in siciliano) è uno stratovulcano attivo facente parte dell'arco Eoliano, situato sull'isola omonima, ed è uno dei vulcani più attivi del mondo. L'edificio vulcanico è alto 926 m s.l.m. e raggiunge una profondità compresa tra 1300 m e 2400 m al di sotto del livello del mare.

## Storia

### Il vulcanismo

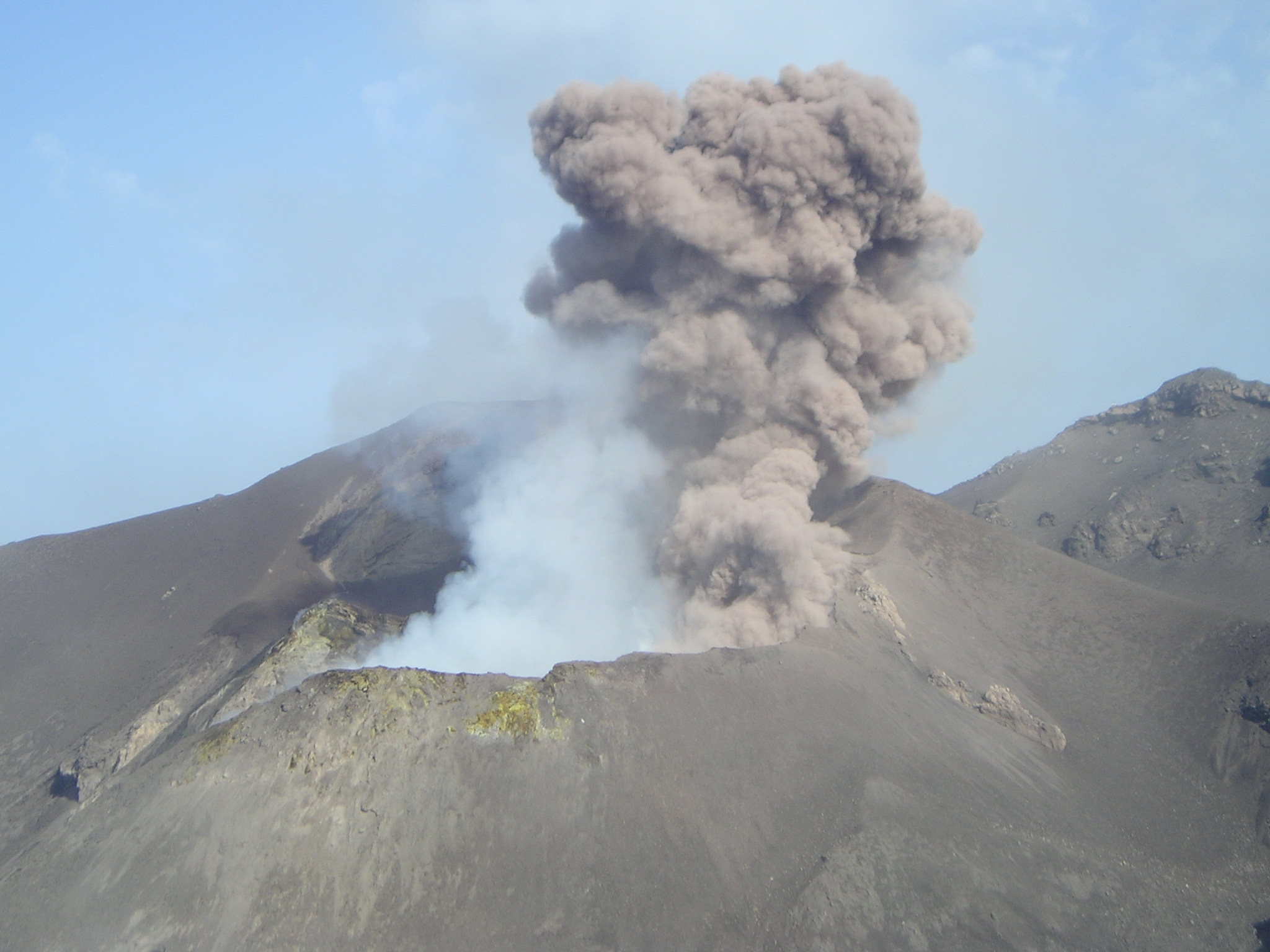
Vista aerea dei crateri nel 2003

Lo Stromboli è un vulcano caratterizzato da esplosioni regolari causate dallo scoppio di bolle di gas che risalgono più velocemente del magma circostante; le sue eruzioni avvengono con intervalli che possono variare da minuti a diverse ore.
La sua attività "ordinaria" ha luogo a una quota di 750 m s.l.m. dalle diverse bocche eruttive presenti nell'area craterica e allineate in direzione nord-est - sud-ovest. Tale attività consiste in esplosioni intermittenti di media energia, al solito durano qualche secondo o decina di secondi, e sono ben separate tra loro, durante le quali vengono emesse piccole quantità di bombe scoriacee incandescenti, lapilli, ceneri vulcaniche e blocchi litici, con velocità di uscita compresa tra 20 a 120 metri al secondo e altezze comprese tra poche decine fino ad alcune centinaia di metri.
L'attività eruttiva è associata a un degassamento continuo dall'area craterica, il cui volume stimato è di 6000-12000 t/d, e che consiste principalmente di acqua (3200-6300 t/d), anidride carbonica (2900-5800 t/d), anidride solforosa (400-800 t/d) e quantità minori di acido cloridrico e fluoridrico.

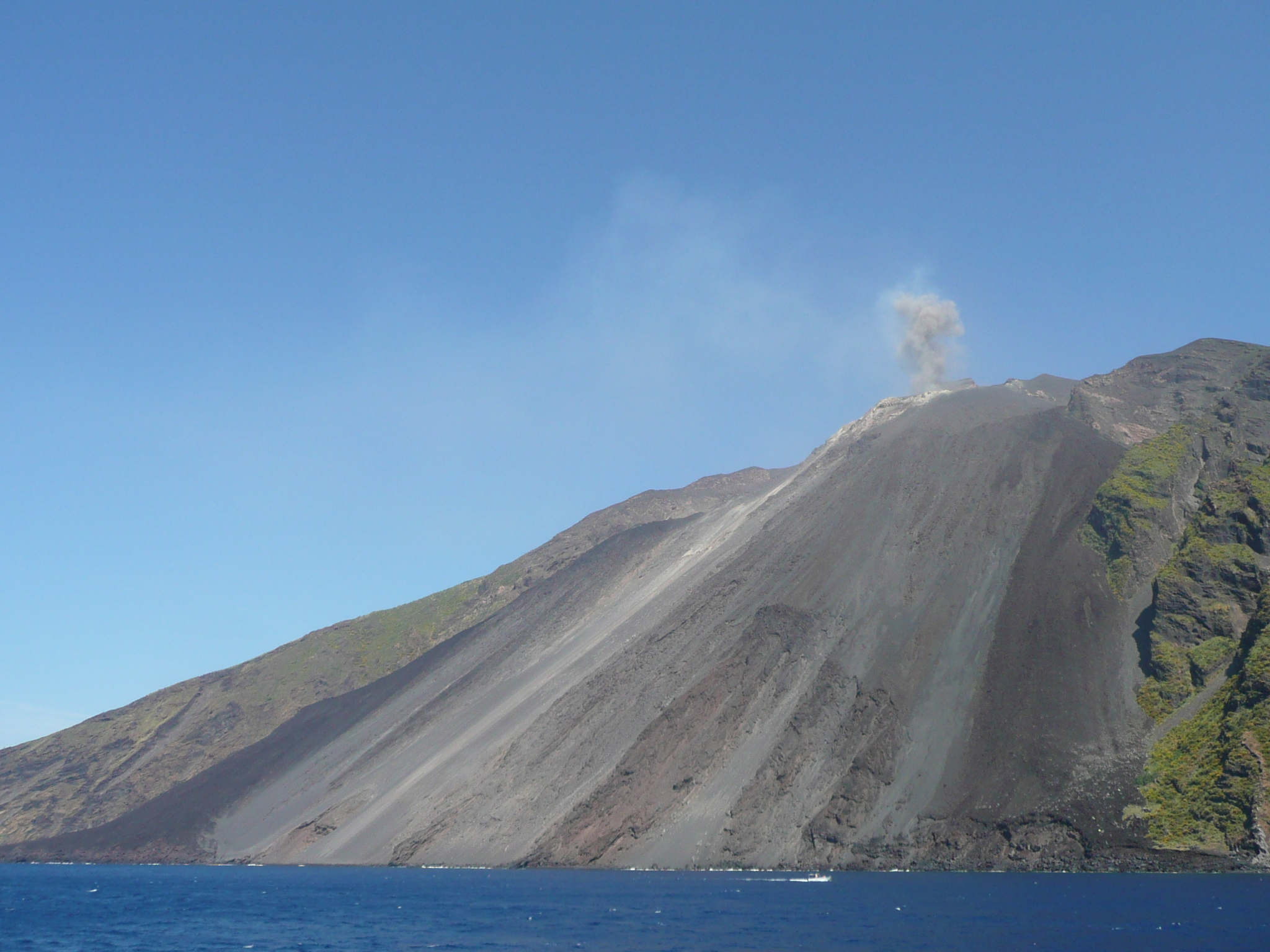
Sciara del fuoco

Periodi di totale inattività, senza lanci di materiale, sono piuttosto rari. Il più lungo tra quelli registrati si è protratto per circa due anni, dal 1908 al 1910. Periodi di prolungata quiescenza, della durata di qualche mese, sono stati registrati più volte.
L'attività normale può essere periodicamente interrotta da esplosioni di maggiore energia, dette "esplosioni maggiori". Questi eventi consistono di brevi ma violente esplosioni, durante le quali vengono prodotti lanci balistici di blocchi e bombe di dimensioni anche metriche a distanze di alcune centinaia di metri, associati a piogge di lapilli e cenere; la distribuzione dei prodotti è solitamente confinata all'interno dell'area craterica. 
Le eruzioni stromboliane più violente mai accadute in tempi storici risalgono al 1919 e al 1930. Per la prima e finora unica volta nella storia recente del vulcano, delle colate laviche si riversarono anche al di fuori della Sciara del Fuoco, arrivando a lambire i centri abitati (Piscità fu sfiorata ad appena 20 metri), causando ingenti danni e numerose vittime, e causando un piccolo tsunami che generò un'onda di 2–3 m che arrivò a far danni fino a Capo Vaticano, in Calabria.

### Parossismi
I parossismi rappresentano le manifestazioni più energetiche del vulcano di Stromboli; consistono in violente e improvvise esplosioni "tipo cannonata", durante le quali avviene l'emissione sostenuta di scorie incandescenti, ceneri, bombe e blocchi litici a distanze considerevoli, fino a interessare le zone abitate dell'isola. Tali esplosioni possono produrre nubi convettive che raggiungono quote di 10 km. Durante i parossismi sono emessi volumi sensibilmente maggiori di materiali rispetto alle eruzioni normali e a quelle maggiori e frequentemente possono avvenire profonde modificazioni dell'area craterica. 
Il 30 dicembre 2002 un'onda anomala di circa venti metri ha causato sei feriti, il danneggiamento di diverse imbarcazioni e fatto scattare il piano di evacuazione dell'isola.
Successivamente c'è stata un'esplosione parossistica avvenuta il 5 aprile 2003, durante l’eruzione iniziata il 28 dicembre 2002 e terminata il 18 luglio 2003.

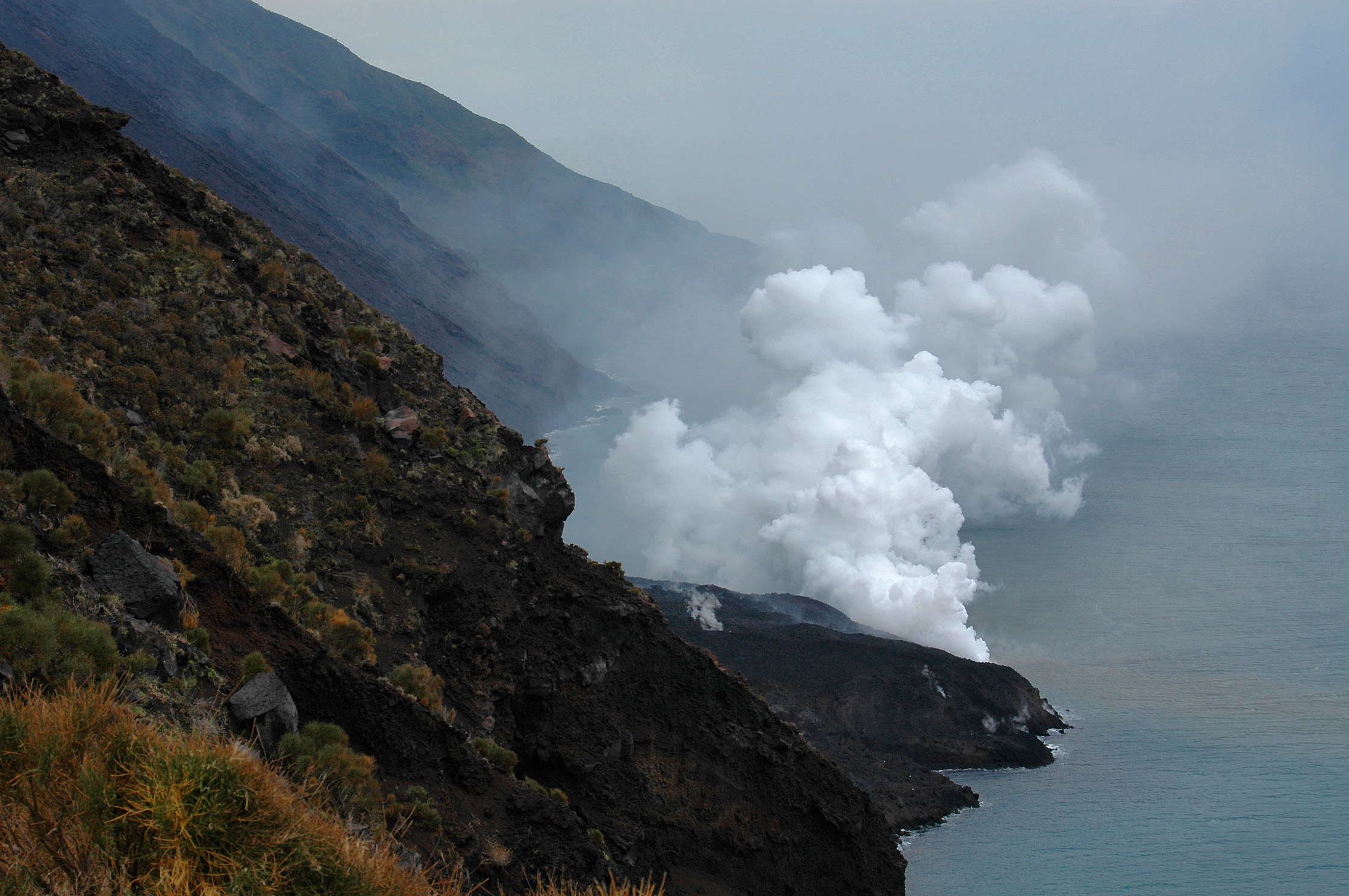
Eruzione del 2007

Un altro evento parossistico è avvenuto il 15 marzo 2007 all'interno dell'eruzione di febbraio-aprile 2007. Preceduto il 27 febbraio 2007, con un'iniziale effusione di lava dal cratere di nord-est, durata alcune ore e seguita dall'apertura di una bocca effusiva nella Sciara del Fuoco, a quota 400 m s.l.m. circa. Il 9 marzo 2007 si è aperta una seconda bocca sempre sulla Sciara del Fuoco, ma posizionata a circa 500 m s.l.m.; l'attività di questa bocca è stata comunque breve (circa 24 ore). Il 2 aprile 2007 è infine terminata anche l'effusione di lava dalla bocca di quota 400 m.
L'ultimo periodo parossistico è avvenuto a partire dal 3 luglio 2019, giorno in cui si sono verificate forti esplosioni e l'innalzamento di una colonna di fumo e cenere con colate laviche e flussi piroclastici dalla Sciara del Fuoco. L'eruzione ha provocato una vittima. Dopo un periodo di eruzioni di entità più modesta durato quasi due mesi, il 28 agosto si è verificato un ulteriore parossismo.

### Emissioni laviche

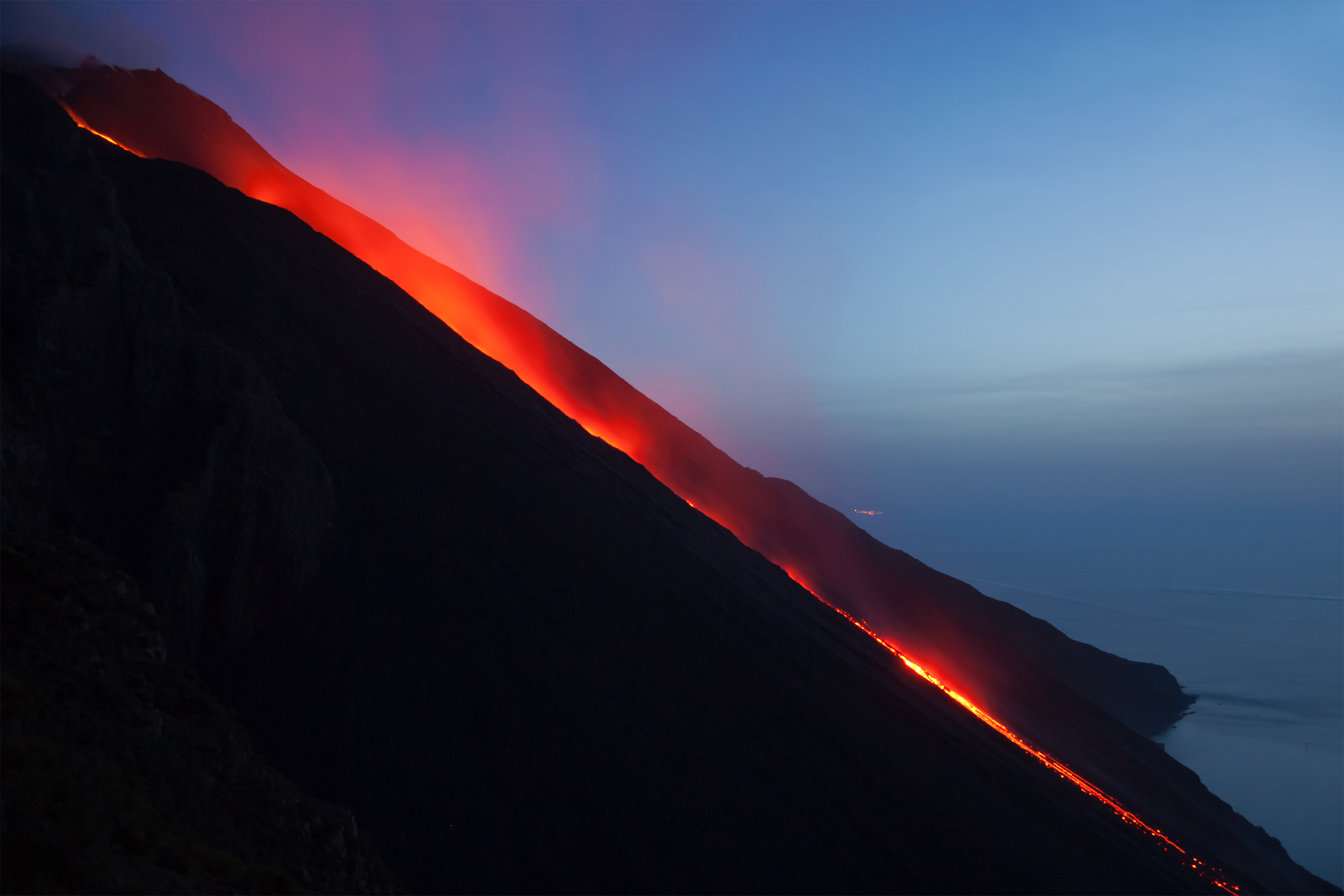
Eruzione del 2014

Nell'ultimo secolo sono riportati circa 26 episodi durante i quali si sono avute emissioni laviche. I prodotti emessi sono rappresentati principalmente da colate di spessore variabile; la morfologia del vulcano obbliga le colate di lava a riversarsi sul versante nord-occidentale, dove sono confinate all'interno della Sciara di Fuoco e quindi non rappresentano un pericolo per la popolazione dell'isola. Le colate fuoriescono generalmente attraverso fratture eruttive nella zona craterica o all'interno della Sciara del Fuoco, ma possono generarsi anche per tracimazione dal bordo craterico.

### Storia geologica

Eruzione (animata)

Il vulcano di Stromboli emerse dal mare circa 160.000 anni fa. Inizialmente i centri di emissione furono nella parte meridionale dell'isola, dove affiorarono le unità più antiche appartenenti ai complessi del Paleostromboli I e II.
Circa 35.000 anni fa il centro di emissione migrò leggermente verso nord e le emissioni di lava e i depositi piroclastici legati a eruzioni esplosive dettero origine a un cono che raggiunse quota 700 m s.l.m. (Paleostromboli III).
Le fasi successive della storia di Stromboli videro la formazione e il collasso calderico di vari edifici vulcanici. In particolare, a circa 34.600 anni fa risale il "complesso eruttivo di Scari", osservabile presso Scari e a sud del paese sotto forma di spesse sequenze di bombe vulcaniche, lapilli e lahar. Mentre successivo (circa 26.000 anni fa) è il complesso del Vancori, caratterizzato da depositi piroclastici e basalti shoshonitici. In questa fase, la cima del vulcano era occupata probabilmente da una grande caldera. Il ciclo Scari-Vancori si concluse con il collasso laterale (una grande frana) del settore occidentale e nordoccidentale dell'edificio vulcanico.
La fase successiva, a partire da circa 13.800 anni fa, vide la ricostruzione dell'edificio nel settore nordoccidentale. Il nuovo centro eruttivo, detto Neostromboli, era ubicato a nord del costone dei Vancori. Contemporaneamente, alcuni centri eruttivi secondari danno origine al "Timpone del Fuoco" presso Ginostra, alle lave di San Bartolo e di San Vincenzo.
All'incirca tra 10.000 e 5.000 anni fa il settore nordoccidentale subì nuovi collassi laterali (frane), lasciando una profonda depressione a forma di ferro di cavallo che si estende dalla cima fino a una profondità di circa 2.000 m sotto il livello del mare: la Sciara del Fuoco. Lentamente la depressione venne riempita da materiale piroclastico e colate di lava.
Il centro eruttivo attuale è rappresentato da un grande cono piroclastico che si trova nella parte sommitale della Sciara del Fuoco, a quota inferiore rispetto al Pizzo Sopra la Fossa, ed è caratterizzato, come detto sopra, dalla presenza di tre crateri allineati parallelamente alla Sciara, in direzione nord-est - sud-ovest.

## Galleria d'immagini

eruzioni storiche
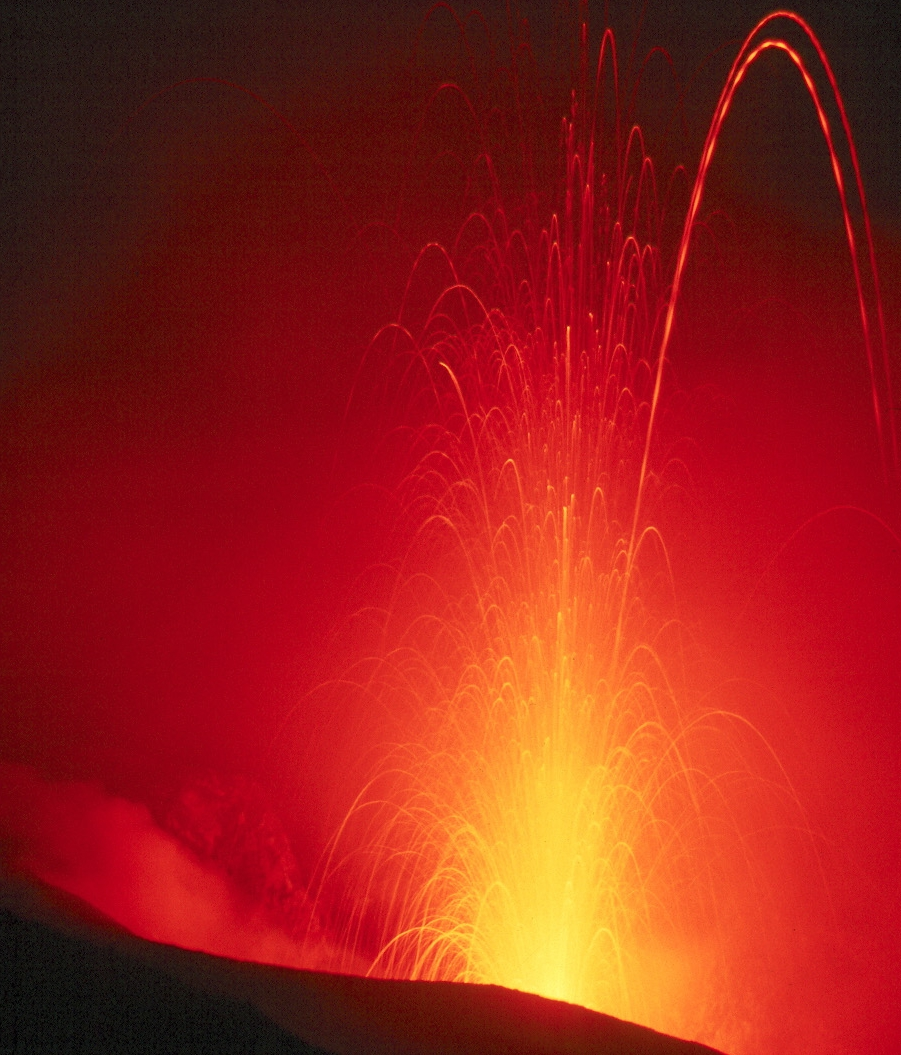
1980
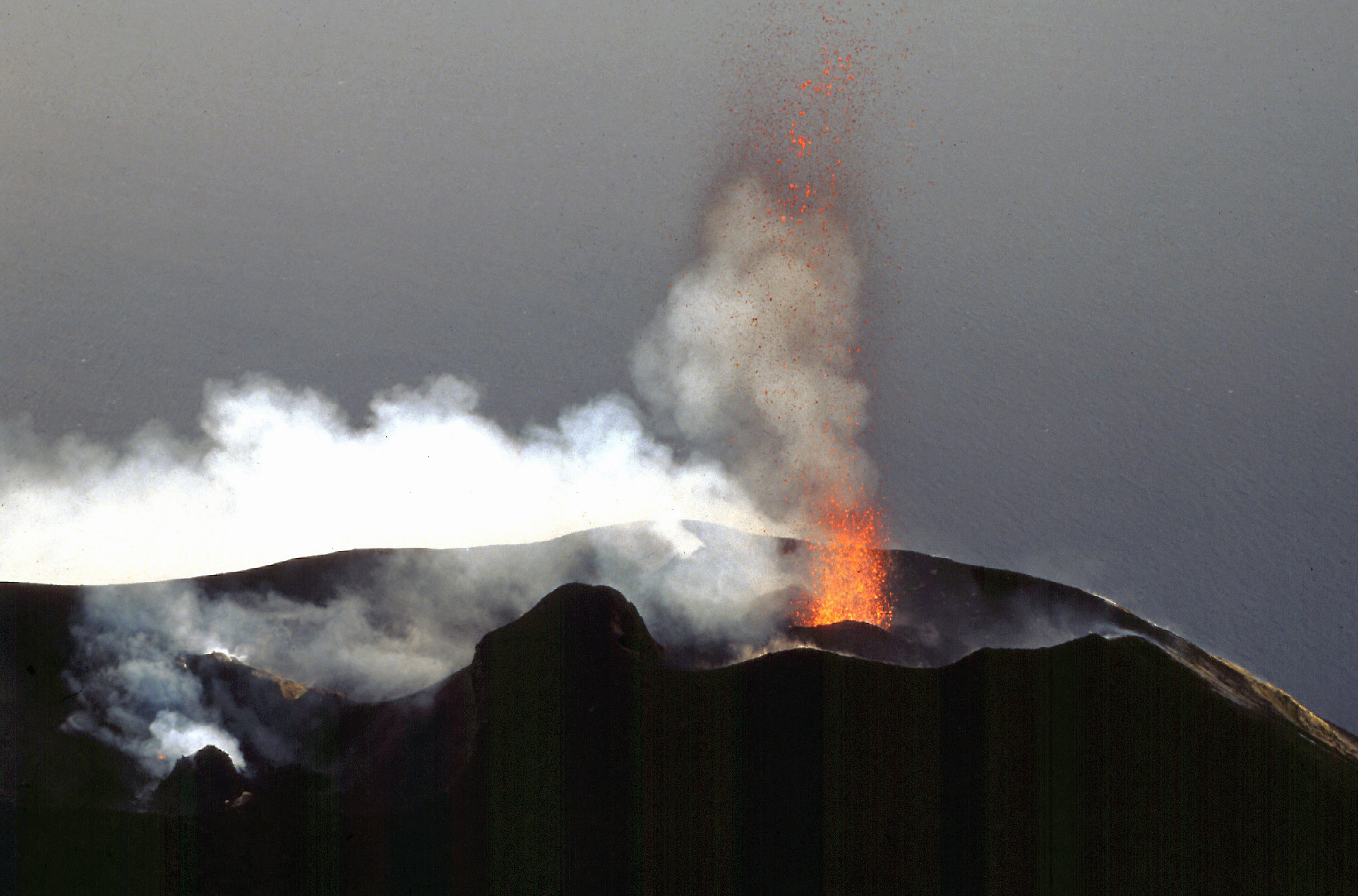
1990
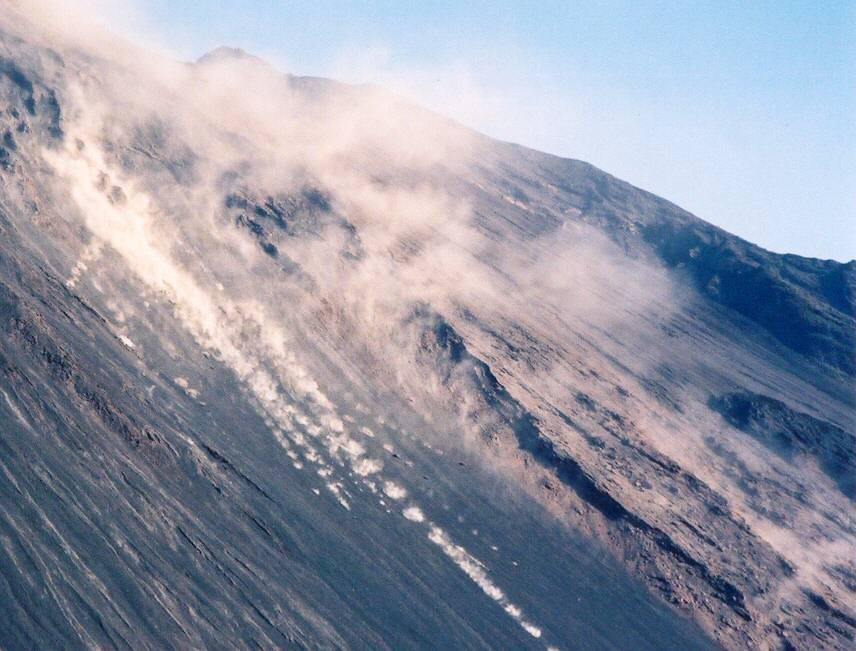
2005
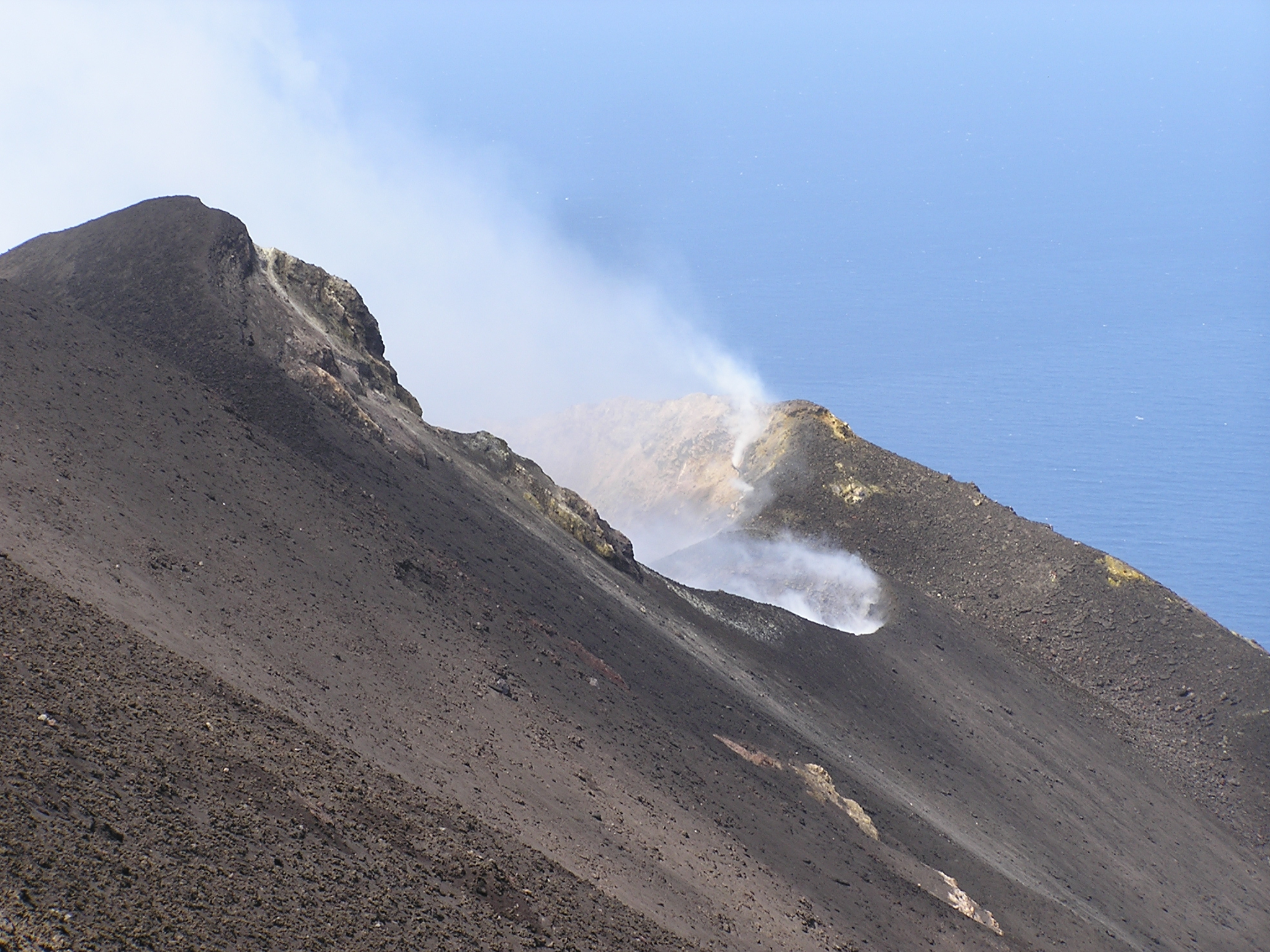
2005
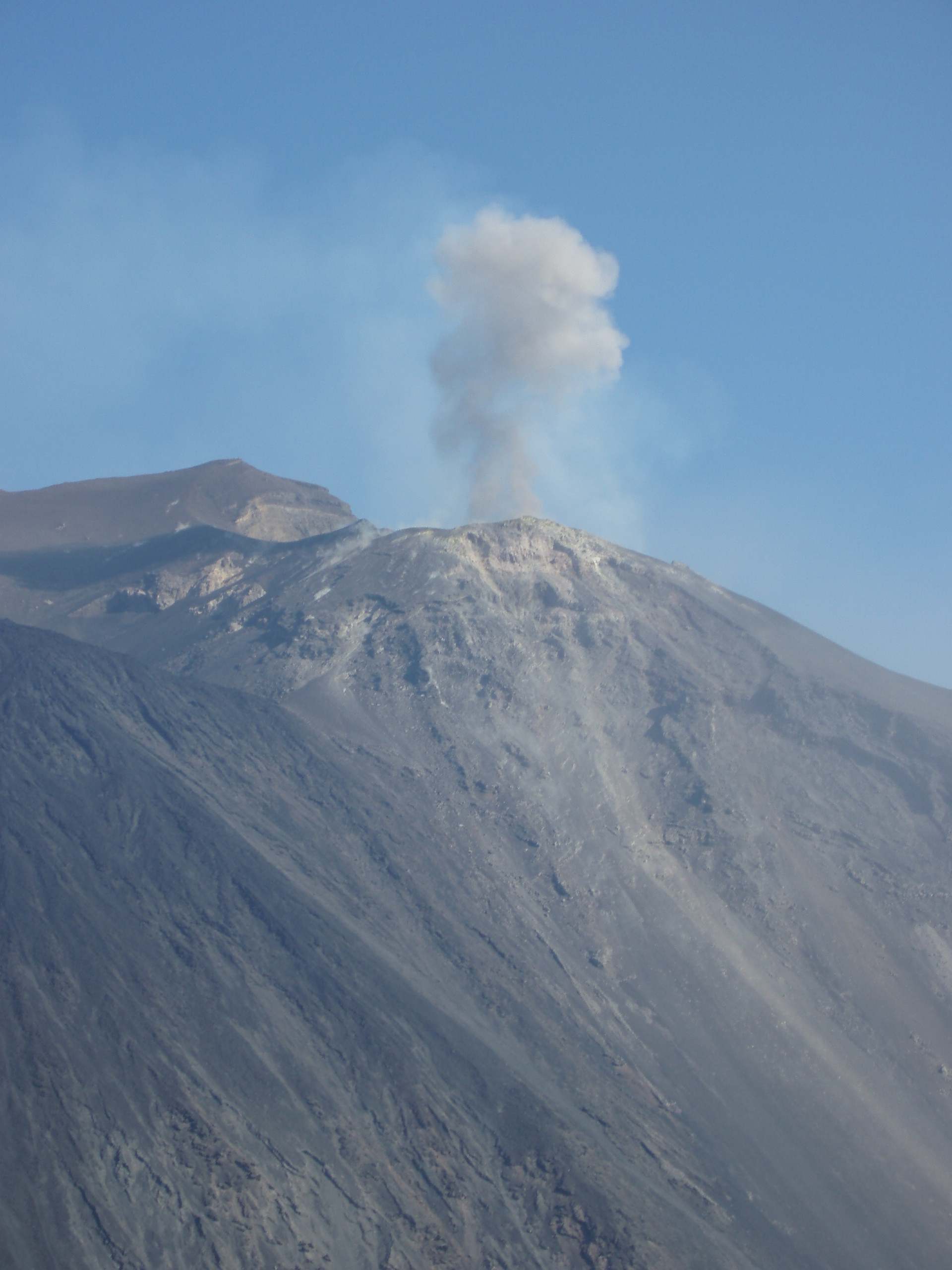
2006
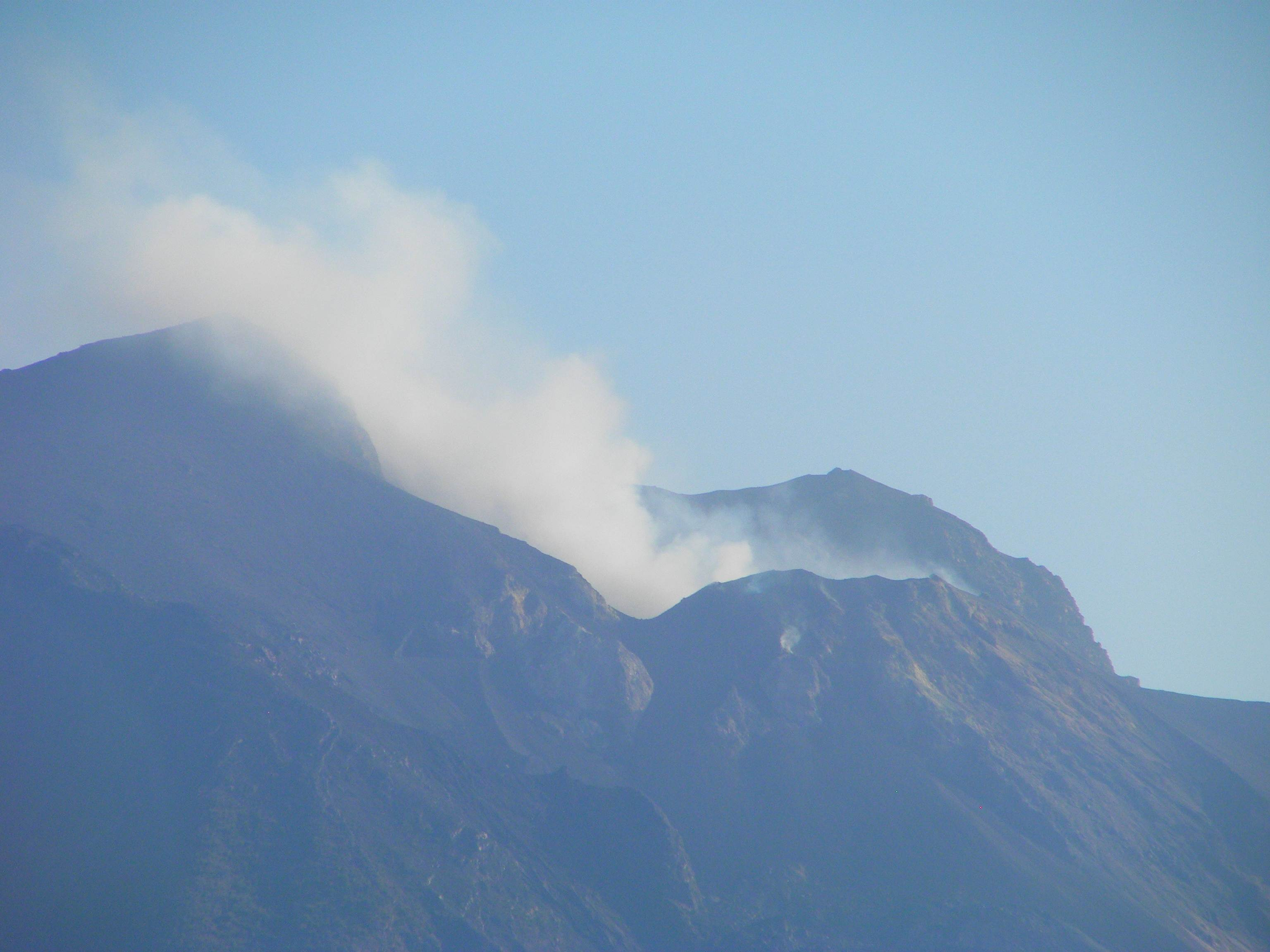
2009
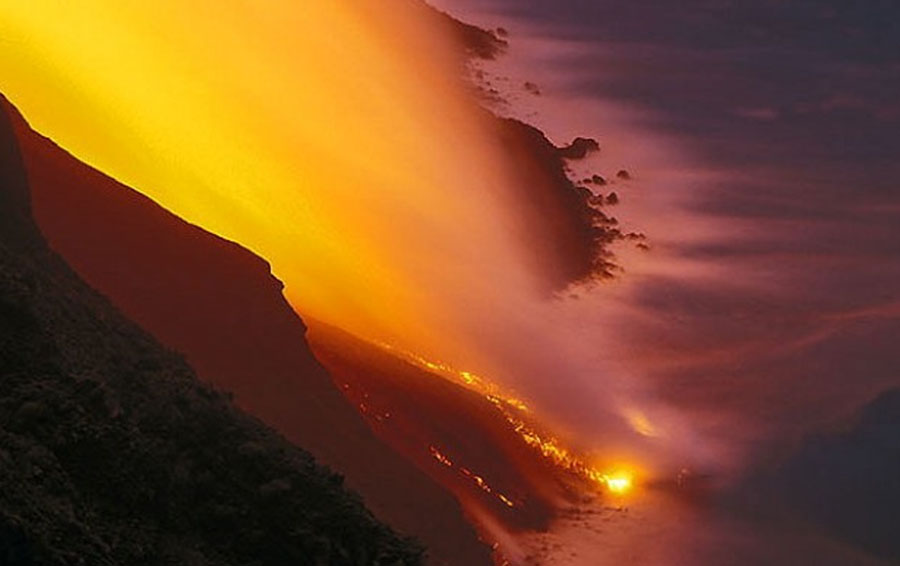
2013
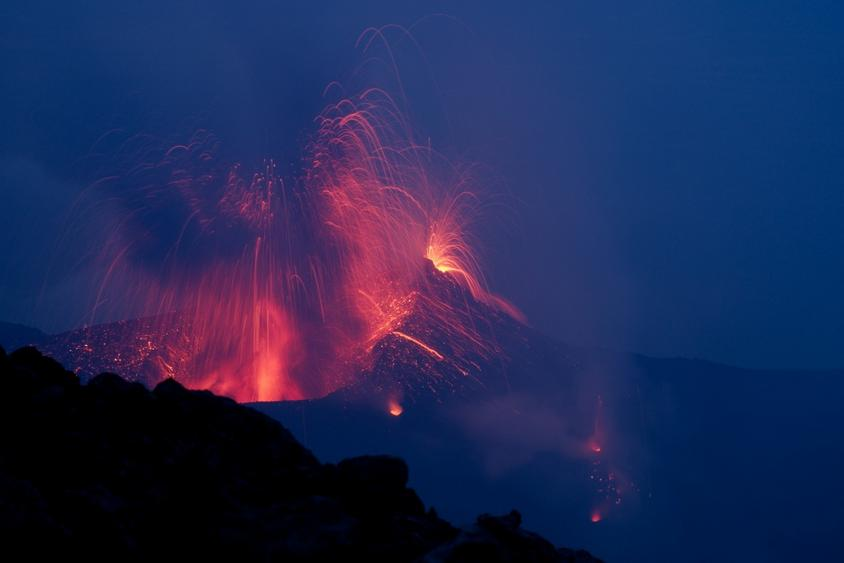
2013
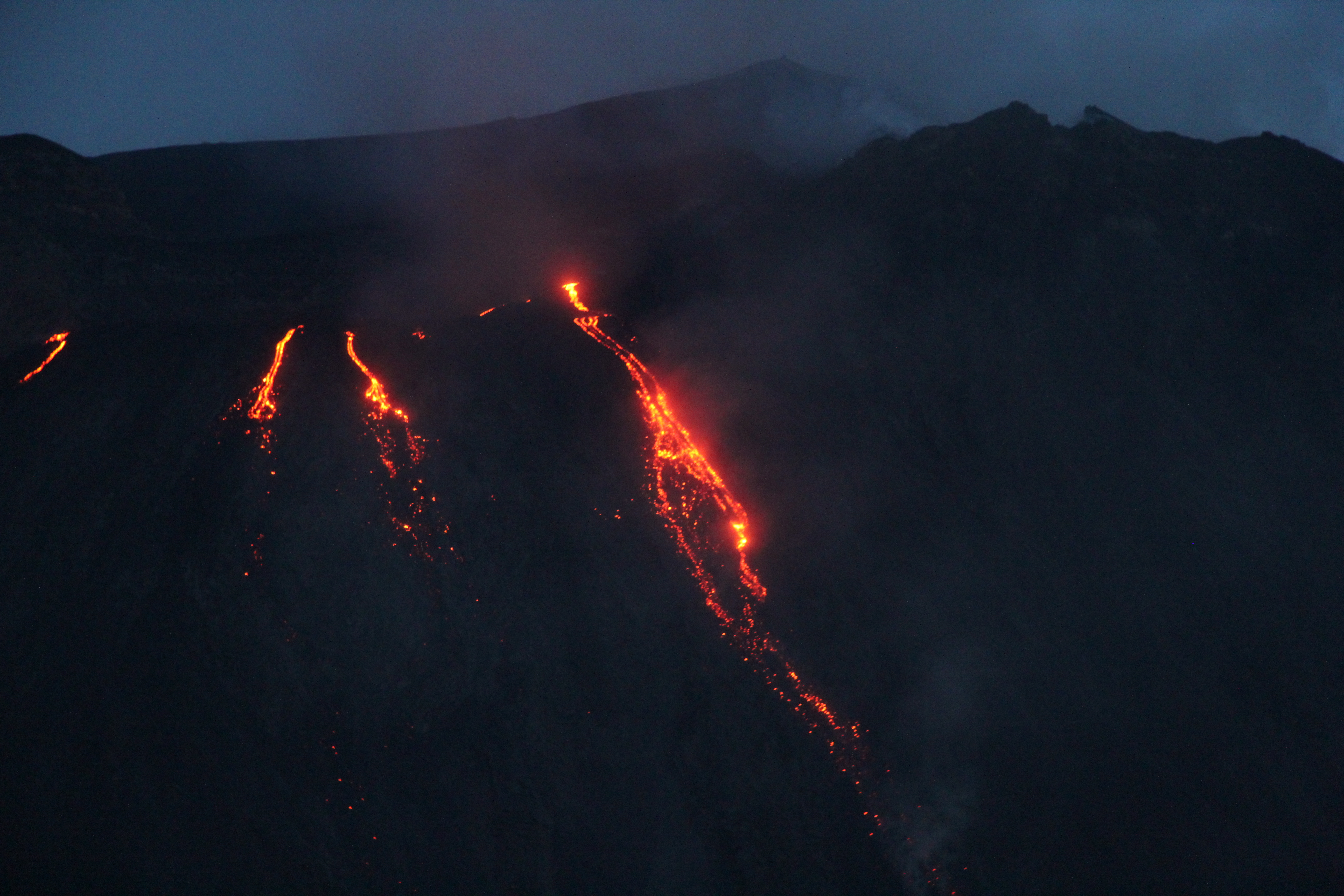
2014
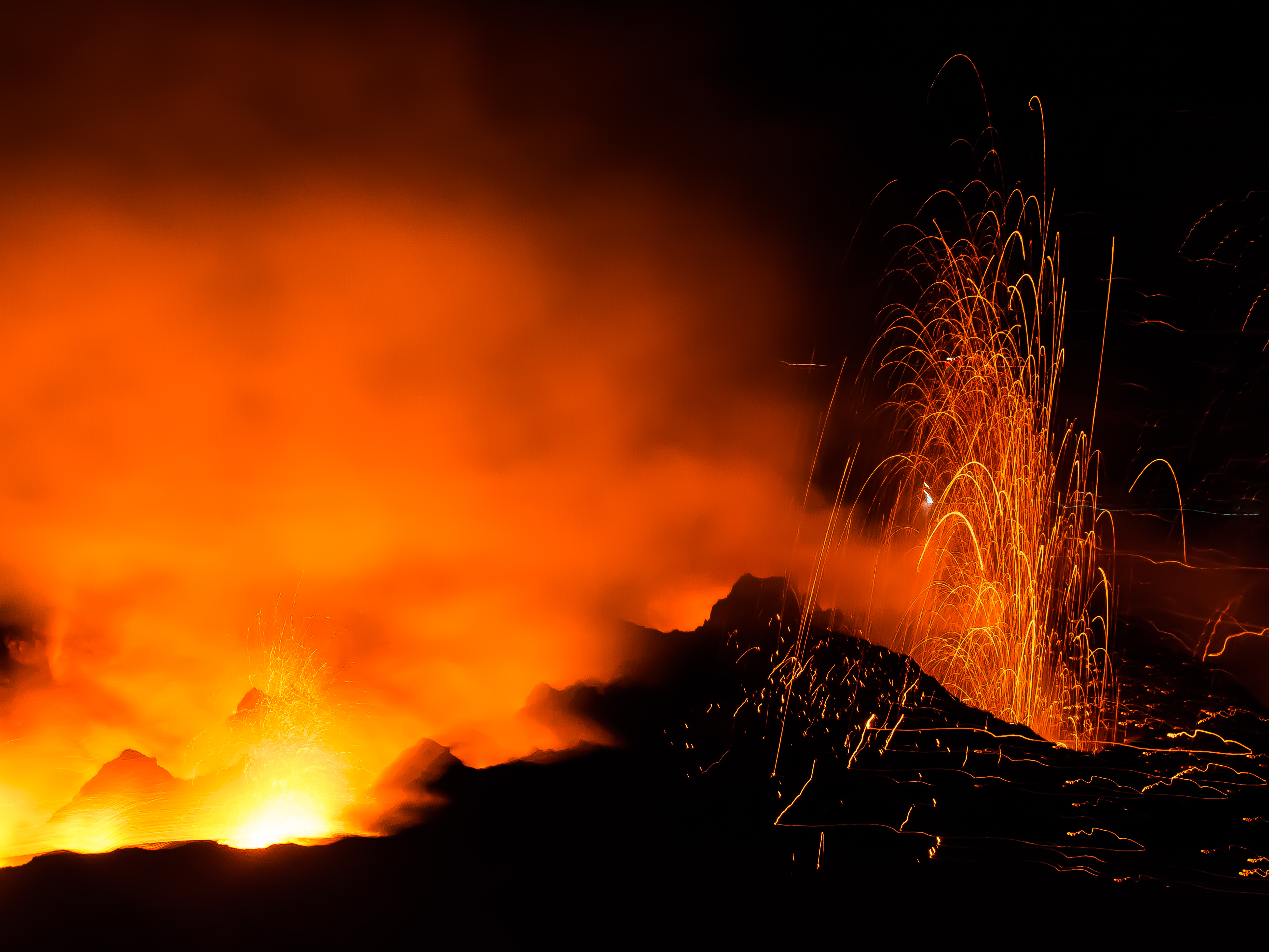
2015
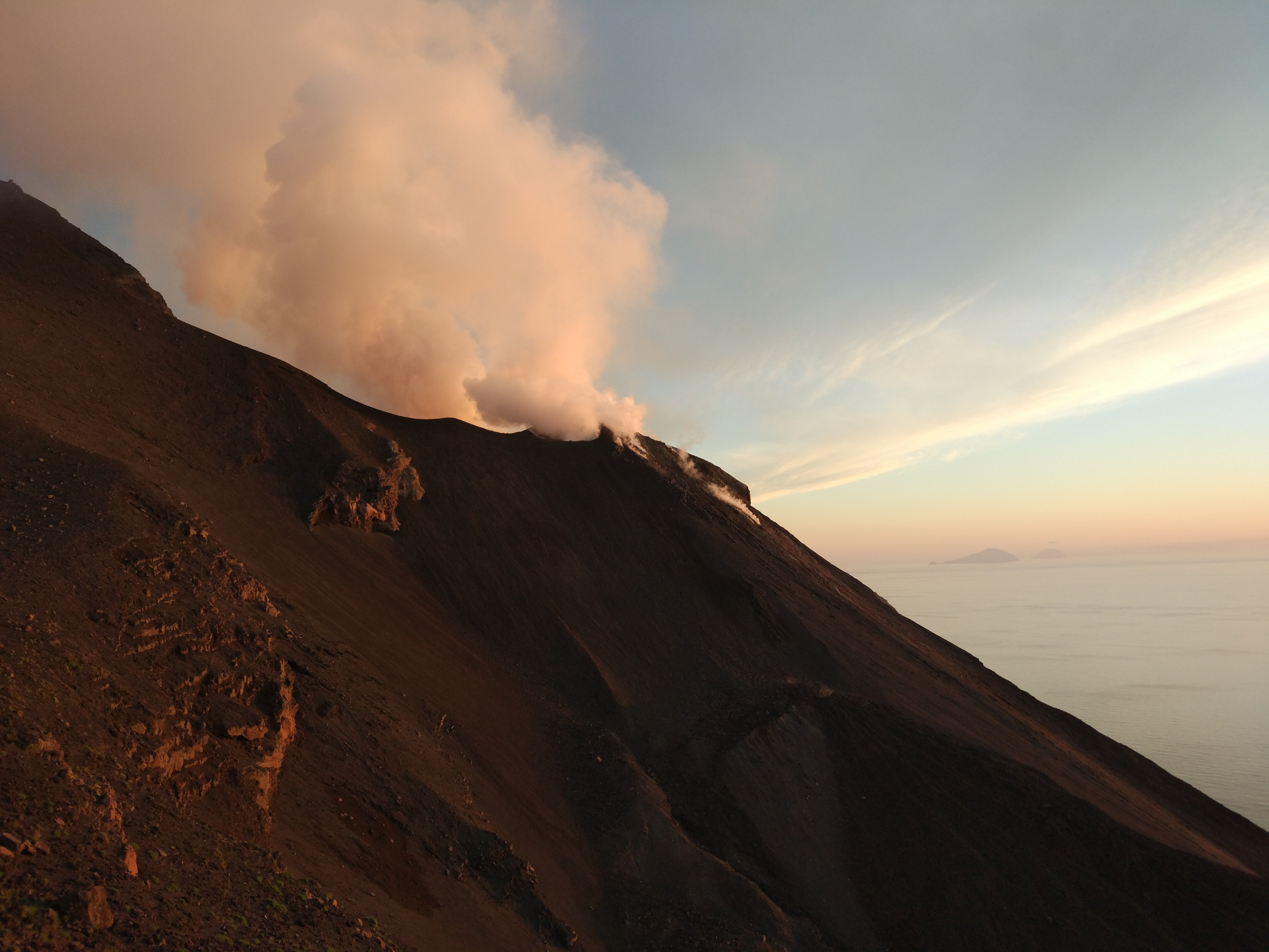
2018
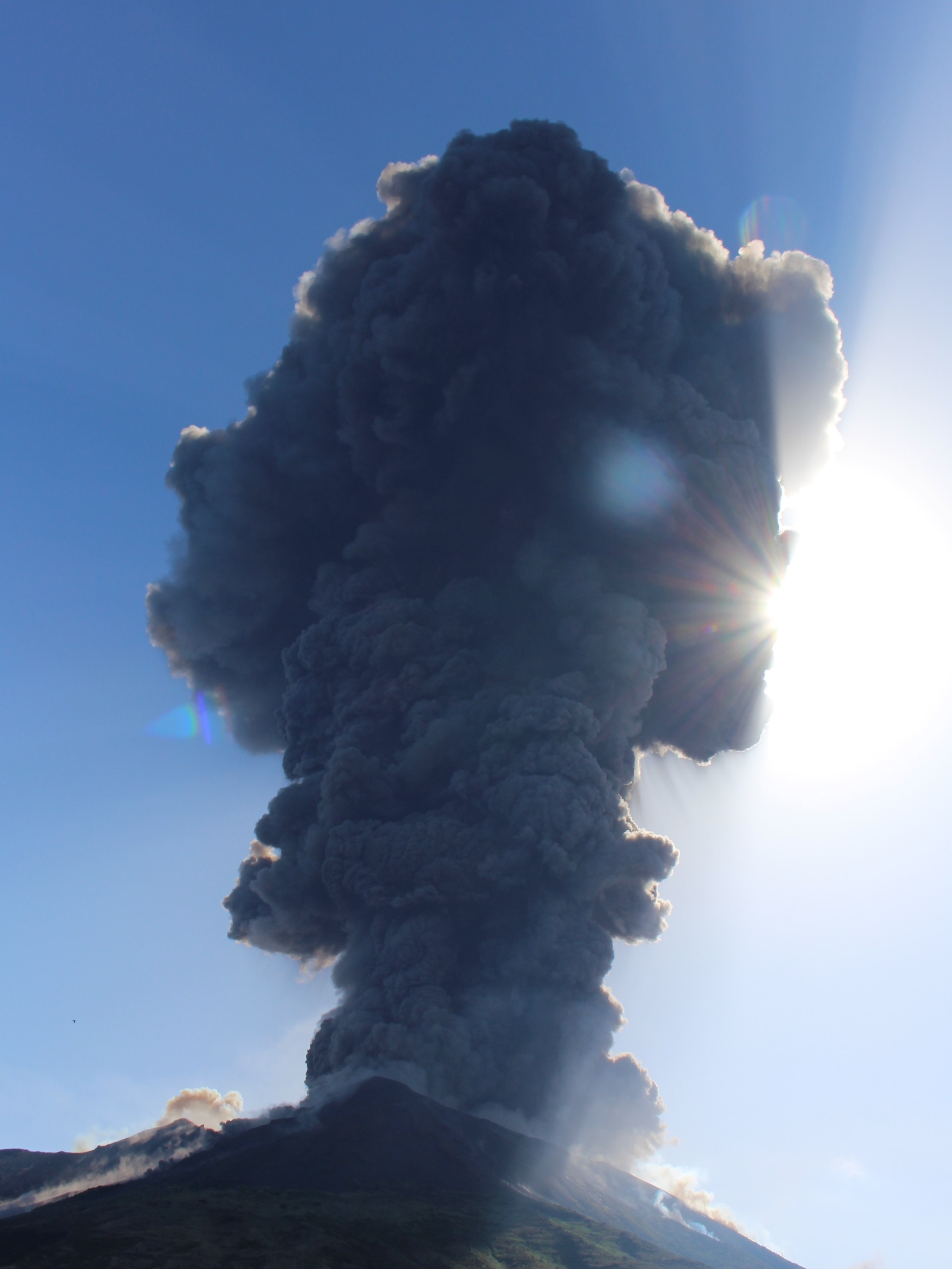
2019